# COP .357
COP .357 — американський чотириствольний пістолет типу деррінджер.

## Характеристика
Пістолет виготовлений з нержавіючої сталі і є досить надійним. Для заряджання пістолета необхідно натиснути на застібку, щоб «переламати» стволи і вставити набої. Поворотний ударник забезпечував послідовну стрільбу з кожного ствола, оснащеного власним бойком. Пістолет був розроблений під набій .357 Magnum, також вироблялась зменшена версія MINI COP під .22 Magnum.
Основними недоліками COP є велика для свого розміру маса (пістолет вдвічі товщий і значно важчий, ніж аналогічні за розміром стандартні кишенькові пістолети під .25 ACP) і дуже тугий спуск (тугіший, ніж у більшості сучасних револьверів).

## Історія
Пістолет був розроблений Річардом Гіллбергом і вироблявся нині неіснуючою компанією COP Inc. з Каліфорнії. В 1990 році протягом короткого часу COP .357 випускала компанія American Derringer.